# 林德利鎮區 (密蘇里州默瑟縣)
林德利鎮區（英語：Lindley Township）是位於美國密蘇里州默瑟縣的一個行政鎮區。

## 地方資料
林德利鎮區的面積為150.15平方千米，皆為陸地。根據2020年美國人口普查的數據，當地共有人口129人，而人口密度為每平方千米0.86人。